# Liste des épisodes de Fanboy et Chum Chum
Cet article présente la liste des épisodes de la série télévisée d'animation américaine Fanboy et Chum Chum.
| Saison   | Nb. d'épisodes sœurs | Nb. d'épisodes seuls | Première diffusion | Dernière diffusion |
| -------- | -------------------- | -------------------- | ------------------ | ------------------ |
| Saison 1 | 26                   | 52                   | 6 novembre 2009    | 4 novembre 2010    |
| Saison 2 | 26                   | 52                   | 25 avril 2011      | 12 juillet 2014    |

## Pilote
1. Fanboy et Chum Chum (Fanboy)

## Première saison (2009-2010)
1. Wizboy / La guerre des nez (Wizboy / Pick a Nose)
2. Le nettoyeur contre attaque / Une journée à un dollar (The Janitor Strike Back / Dollar Day)
3. Chum Chum contre Mechatech / Sauvez les comics (Trading Day / The Hard Sell)
4. L'attaque du chat zombie digital / Fanboy le puant (Digital Pet Cemetery / Fanboy Stinks)
5. Fanbot / Frosty à tout prix (I, Fanbot / Berry Sick)
6. Chimp Chomp Chump / Precieux (Chimp Chomp Chump / Precious Pig)
7. Croc-Boy / Terreur au Frosty Mart (Fangboy / Monster in the Mist)
8. Lavage de cerveau / Super-Fanboy (Brain Drain / Fanboyfriend)
9. Kyle Bobo / Serpie Chérie (Chicken Pox / Moppy Dearest)
10. Les portes de Valhalla / Les apprentits nettoyeurs (Norse-ing Around / The Janitor's Apprentices)
11. Les mots d'excuses / A matinuit, tout est permis ! (Excuse Me / Night Morning)
12. Marsha, Marsha, Marsha / Coup de gèle au Frosty Mart (Marsha, Marsha, Marsha / Secret Shopper)
13. Blaguera bien qui blaguera le dernier / Mme Cramaldingue (Prank Master / Little Glop of Horror)
14. Amis a vie / Frosty Freezy Freeze a volonté (Total Recall / Refil Madness)
15. Le Frosty Bus / La tentation du ninja (The Frosty Bus / The Tell-Tale Toy)
16. Mon meilleur ami / La bulle antiallergique (Cold War / Fanboy in the Plastic Bubble)
17. Sigmund, le sorcier / Le jeu des pirates (Sigmund, The Sorcerer / Fanboy, A'Hoy)
18. Camping sauvage / Petit mais costaud (Fan vs Wild / The Incredible Shrinking Fanboy)
19. Le destin chinois antique / La bonne action (Separation Anxiety / String Attached)
20. Zombie Mufflin / Fanboy contre attaque (The Book Report of the Dead / Stan Artica)
21. Le grand-huit gelé de la mort / Fanboy a deux mains (Man-Artica the Ride / Fanbidextrous)
22. Il faut sauver le soldat Chum Chum / La fièvre du jingle (Saving Private Chum Chum / Jungle Fever)
23. Le jouet collector / La guerre des stands (Eyes on the Prize / Battle of the Stands)
24. Le seigneur des anneaux magiques / L'incroyable Chulk (Lord of the Rings / The Incredible Chulk)
25. Le code d'honneur viking / Le grand mystère de la bicyclette (Norse Code / The Great Mystery Bicyclette)
26. Bourre-pif mécanique / Cache-Cache glacé (A Bopwork Orange / Freeze Tag)

## Deuxième saison (2011-2014)
1. Je suis Artica Man / Plus de jouet (I'm Man Arctica! / No Toy Story)
2. Chum Chum dans la machine / Les antisèches (Gameboy / Crib Notes)
3. Coincés dans l'école / De retour du futur (Schoolhouse Lock / Back From the Future)
4. Les dents de la mort / Complètement frappés (Tooth or Scare / The Big Booper)
5. Le plus beau des cadeaux / Le Roi des Nettoyeurs (Present Not Accounted For / The Sword in the Throne)
6. La fête du Slime  / Haute-tension (Slime Day / Boog Zaped)
7. Où sont passés nos slips ? (Brain Freeze)
8. Une Briz Souffle sur Oz / Les surveillants de couloir (Risky Brizness / Kids in the Hall)
9. Vacances au Frosty Mart / Bus Scolaire pour l'enfer (Frosty Mart Dream Vacation / Field Trip of Horrors)
10. Conte d'Halloween (There Will Be Shrieks)
11. Un amour de robot / Le porc-éputois à sonnette (Robo-mance / RattleSkunkUpine !)
12. La bulle de Boog / Les Céréales du Lutin Farceur (Trouble Bubble / Lucky Chum)
13. L'igloo de la colère / Hypnotisé (Irration of Igloo / HynotOZed)
14. Le dernier Roule-Pop à la fraise / Panne de courant (The Last Strawberry Fun Finger / Power Out)
15. Champion de Chomp / Rage de dents (Champ of Chomp / Dental Illness)
16. Maudite petite pièce / Tête à poux (Get You Next Time / Lice Lice Baby)
17. Le Jour de Glace (A Very brrr Icemas)
18. La Photo de Classe / Repose ce cookie (Funny Face / Put That Cookie Down)
19. Les Gagnants / En route pour le Nirvapote (The Winners / Two Tickets To Paladise)
20. Une partie d'enfer / Super Effaceur (Hex Games / Speed Eraser)
21. Les héros contre les Méchants / Ces êtres étranges venus d'ailleurs (Heroes vs. Villans / Face-Eating Aliens From Planet X)
22. La ruée vers le Freezy Freeze / Camping avec Artica-Man (The Cold Rush / Camp-Artica)
23. Binôme en trio / Une journée ordinaire (Buddy Up / Normal Day)
24. Fous de Freezy-Freeze / Les Micro-Fans (Freezy Freaks / Microphonies)
25. Super Chums (Super Chums)
26. Le club secret / L'attaque des clones (Secrets Club / Attack of the Clones)

## Remarques d'épisodes et autres
- Dans l'épisode L'attaque du chat zombie digital, Scamper, le tamagochi chat de Yo meurt et devient un zombie ! Mais après les épisodes qui suivent Lavage de cerveau Scamper n'a rien d'anormal.
- Chimps Chomps est une parodie de Donkey Kong
- Dans L'incroyable Chulk, Chum Chum se transforme en gros monstre qui démolit tout, comme Hulk. Mais il suffit de faire rire Chum Chum pour qu'il se transforme alors que pour Hulk, il faut se fâcher !
- Dans l'épisode Les mots d'excuse Fankylechum quitte l'école pour toujours ! Mais après les épisodes qui suivent Le jeu des pirates Fankylechum est là !